# Wienerberger
Wienerberger – producent cegieł ceramicznych. Przedsiębiorstwo powstało w 1819 roku w Wiedniu i tam mieści się jego centrala. W 2020 przedsiębiorstwo zatrudniało 16 619 pracowników w 29 krajach.

## Historia
W pierwszych latach XX wieku zakłady produkcyjne w dzielnicy Favoriten zatrudniały tysiące niewykwalifikowanych robotników z różnych części monarchii austro-węgierskiej; około połowy stanowili imigranci z ziem czeskich, w większości skoszarowani w wybudowanych dla nich barakach. Dla firmy pracowały całe rodziny, w tym dzieci, które ukończyły 12 czy 14 rok życia. 
Jeszcze przed Anschlussem Austrii Wienerberger był jednym z największych producentów materiałów budowlanych na rynek austriacki. W 1935 firma zatrudniała w siedmiu zakładach produkcyjnych na terenie Wiednia 2500 robotników i stu pracowników biurowych. W czerwcu 1940 fabryki Wienerbergera zatrudniały 2100 robotników, z czego 300 stanowili Żydzi pozbawieni wcześniej pracy w innych zawodach w wyniku tzw. arianizacji, a 90 było jeńcami wojennymi. W kolejnych miesiącach liczba Żydów zatrudnianych w fabrykach firmy zwiększyła się, część z nich pozostała zatrudniona jeszcze w 1944, a być może także i w 1945.
W latach II wojny światowej przedsiębiorstwo było zależne od koncernu budowlanego banku Creditanstalt, który posiadał 78 proc. udziałów w firmie. W latach 1940–1945 prezesem Wienerbergera był Hermann Leitich. Odrzucił złożoną przez Oswalda Pohla propozycję przejęcia firmy przez SS i przekształcenia jej w obóz pracy działający w ramach koncernu DEST, dzięki czemu firma zachowała niezależność i pozostała w prywatnych rękach. Mimo strat wynikłych z utraty części majątku przedsiębiorstwa w wyniku alianckich nalotów bombowych, w latach 1943–1944 Wienererger znacząco zwiększył produkcję i był w stanie wyjść na zero. Po zakończeniu wojny firma była jednym z przedsiębiorstw kluczowych dla odbudowy Austrii ze zniszczeń wojennych.
Po 1989 roku i upadku komunizmu w Europie Środkowej, Wienerberger dokonał serii przejęć w dawnych krajach satelickich ZSRR, firma zainwestowała także duże środki w USA. 
W 1996 Creditanstalt ogłosił informację o przyłączeniu do grupy Weinerberger belgijskiego producenta cegieł i dachówek Terca Bricks; tym samym wiedeński koncern stał się największym na świecie producentem cegieł.
Mimo słabej koniunktury na rynku cegieł i materiałów budowlanych, która zmusiła grupę Wienerberger do zamknięcia kilku nierentownych zakładów w Niemczech, w 2001 roku jej zyski wzrosły o 2 proc. do poziomu 1545 mln euro, a zatrudnienie wyniosło 11 331 – i również wzrosło o 2 procent. Tym samym firma utrzymała pozycję światowego lidera w produkcji cegieł.

## W Polsce
W Polsce przedsiębiorstwo działa od 1995 roku (pod firmą Wienerberger Ceramika Budowlana). 
Do 2007 do grupy Wienerberger należało 19 zakładów produkcyjnych na terenie całej Polski, m.in. w Lęborku, Zielonce, Honoratce, Łajsach, Toruniu i Dobrem, a także w Kupnie, Nowym Sączu i Osieku. Wienerberger Ceramika Budowlana produkuje i dostarcza ceramiczne cegły konstrukcyjne i stropy marki Porotherm (produkowane w Lęborku). W 2002 roku przedsiębiorstwo rozpoczęło produkcję cegły klinkierowej marki Terca. Od 2004 roku przedsiębiorstwo rozpoczęło produkcję dachówek marki Koramic. W 2009 roku na rynku pojawiły się pustaki marki Porotherm, a rok później Porotherm Dryfix – system murowania na sucho.
W 2013 roku Wienerberger stworzył polski serwis społecznościowy Budogram, który skupia społeczność budujących domy.